# Geldnähe
Die Geldnähe, auch Moneyness (von englisch moneyness), ist eine Kennzahl aus der Theorie der Optionen, die für den Basiswert die Lage des aktuellen Preises („Basiskurs“) in Bezug zum Ausübungspreis (dem sogenannten „Geld“) beschreibt.
Für eine Kaufoption ist die Kennzahl wie folgt definiert:
{\displaystyle {\text{Geldnähe}}_{\text{K}}:={\frac {\text{Aktueller Basiskurs}}{\text{Ausübungspreis}}}}
Für eine Verkaufsoption wird die Kennzahl als der Kehrwert des obigen Bruches definiert:
{\displaystyle {\text{Geldnähe}}_{\text{Vk}}:={\frac {\text{Ausübungspreis}}{\text{Aktueller Basiskurs}}}}
Im Sprachgebrauch haben sich die Begriffe „im Geld“, „am Geld“ und „aus dem Geld“ etabliert, die wie folgt anhand der Kenngröße „Geldnähe“ (oder „Moneyness“) zugeordnet sind: 
- Ist die Geldnähe größer als 1, so ist die Option im Geld.
- Ist die Geldnähe gleich 1, so ist die Option am Geld.
- Ist die Geldnähe kleiner als 1, so ist die Option aus dem Geld.

Die Kenngröße Geldnähe hängt eng mit dem inneren Wert der Option zusammen: Ist die Option am Geld oder aus dem Geld, so ist der innere Wert Null; nur wenn die Option im Geld ist, besitzt sie einen inneren Wert größer Null.
Nützlich ist diese Kenngröße insbesondere, da man den prozentualen Gewinn oder Verlust direkt ablesen kann. Eine Geldnähe von 1,20 bedeutet bei einer Kaufoption – für den Fall der sofortigen Ausübung – einen Gewinn von 20 %, während eine Geldnähe von 0,90 einen Verlust von 10 % anzeigt.
Außer bei Optionen wird der Begriff der Geldnähe auch bei Turbo-Zertifikaten verwendet, in denen – konstruktionsbedingt – auch ein Optionsschein steckt.